# Jacques-Charles Dupont de l’Eure
Jacques-Charles Dupont de l'Eure [ejtsd: düpon] (Le Neubourg, Normandia, 1767. február 27. – Rouge-Perriers, Normandia, 1855. március 2.) francia politikus.

## Élete
Eleinte Normandia parlamenti ügyésze, 1792-ben pedig Neubourg maire-je volt. A nagy forradalom és a császárság idejében az ötszázak tanácsának tagja, az evreux-i büntető törvényszék elnöke, 1811-től pedig a roueni császári törvényszék elnöke és a törvényhozó testület tagja volt. A restauráció megfosztotta hivatalaitól, azonban 1817-ben megint megválasztották képviselőnek és mint ilyen egyik vezére lett a szabadelvű ellenzéknek. 1830-ban Lajos Fülöp igazságügyi miniszterré és főpecsétőrévé tette; állásáról azonban hat hónap múlva a miniszterium szabadelvű tagjaival együtt lemondott, hogy az ellenzék táborába visszatérjen. Ez időtől fogva több ízben viselte a kamara elnöki tisztét. 1848. február 24-én Dupont de l'Eure ült a képviselőház elnöki székében, amikor a köztársaságot kikiáltották, s az ideiglenes kormányt megalakították, melynek elnökévé is megválasztották. Az alkotmányozó gyülés tanácskozásaiban buzgó részt vett és 1848 december elején az ideiglenes államtanács tagjává választották. Később aláírta azt a nyilatkozatot, mely a választási jog megszorítását elitélte. Az államcsíny után teljesen visszavonult a politikától. 1881-ben Neubourgban emlékszobrot emeltek tiszteletére. Összes művei a Collection des économistes című vállalatban jelentek meg 1846-ban.